# 聯合國安全理事會第78號決議
聯合國安理會78號決議是1949年10月18日在聯合國安全理事會第452次會議通過的。安理會收到並審閱了常規軍備委員會關於實施聯合國大會192號決議的建議書，為此這項決議請聯合國秘書長將該建議書，以及安理會和常規軍備委員會就該問題的討論紀錄送交聯合國大會。
該決議在烏克蘭蘇維埃社會主義共和國和蘇聯棄權下，以9票對0票通過。

## 外部連結
- 78號決議全文 （页面存档备份，存于）